# Jaime García Amaral
Jaime García Amaral (* 1950) ist ein mexikanischer Botschafter.

## Leben
Von 1997 bis 2002 war Jaime García Amaral Generalkonsul in der 2055 Rue Peel, Montreal. In der Secretaría de Relaciones Exteriores leitete Jaime García Amaral 2003 die Abteilung Europa. Vom 16. Juli 2004 bis 2009 war Jaime García Amaral Generalkonsul in Barcelona.
Sein Botschaftssitz ist Ankara, zeitgleich wird er bei den Regierungen in Baku, Astana, Aşgabat und Tiflis akkreditiert sein.
| Vorgänger              | Amt                                                         | Nachfolger |
| ---------------------- | ----------------------------------------------------------- | ---------- |
| Salvador Campos Icardo | Mexikanischer Botschafter in Ankara 10. März 2010 bis jetzt | —          |